# Muhàmmad ibn Hixam
Muhàmmad ibn Hixam, conegut com a Wàdih (?-1011), fou un cap andalusí d'origen eslau.
Governador de la frontera superior a Ath-Thaghr al-Àwsat (marca mitja), amb capital a Madina Salim, i del Magrib, va dirigir una expedició al Magreb el 996, per retornar a l'obediència a l'emir maghrawa Ziri ibn Atiyya de Fes, però fou derrotat en una batalla a la riba del uadi Radat; una nova expedició la va dirigir el 997 el fill d'Almansor, Abd-al-Màlik al-Mudhàffar, que va governar el Magreb fins al 999, i llavors Wàdih el va substituir en el comandament dels territoris magrebins.
Wadih va acompanyar a Almansor a la ràtzia de 1003 contra el Comtat de Barcelona que va acabar capturant a Ermengol I d'Urgell i destruint els castells de Montmagastre, Meià i Castellolí
En 1009 es va posar a favor de Muhàmmad II al-Mahdí durant la fitna i ser derrotat pels amazics de Sulayman al-Mustaín a la batalla d'Alcalà i la batalla d'Al-Qulaiya. Muhàmmad II al-Mahdí va fugir a Tulaytula, on va seguir actuant com a Califa. El 1010 Wàdih va negociar amb els comtes catalans el seu suport a Turtuixa, i va dirigir-se a Tulaytula amb un exèrcit cristià de deu mil homes reclutat per Ramon Borrell, comte de Barcelona, Ermengol I d'Urgell, i Hug I d'Empúries. La coalició va derrotar a Sulayman a la batalla d'Aqbat al-Bakr i Muhammad II va recuperar Còrdova, tot i que Sulayman al-Mustaín va contraatacar a la batalla del riu Guadiaro, on va morir Ermengol I. Muhàmmad II fou finalment assassinat pels homes de Wàdih, que va reposar a Hixem II. Els amazighs, després de sotmetre Jayyan, Malaqa i Al-Jazira al-Khadrà finalment arriben a Qurtuba i la bloquejen el novembre de 1010, i Wàdih acaba fugint però és interceptat i mort el 1011.